# 5439 Couturier
5439 Couturier eller 1990 RW är en asteroid i huvudbältet som upptäcktes den 14 september 1990 av den amerikanske astronomen Henry E. Holt vid Palomarobservatoriet. Den är uppkallad efter den franske fysikern Pierre Couturier.
Asteroiden har en diameter på ungefär 22 kilometer och den tillhör asteroidgruppen Hilda.